# Pringsewu Timur
Pringsewu Timur is een bestuurslaag in het regentschap Pringsewu van de provincie Lampung, Indonesië. Pringsewu Timur telt 7633 inwoners (volkstelling 2010).